# 304 Olga

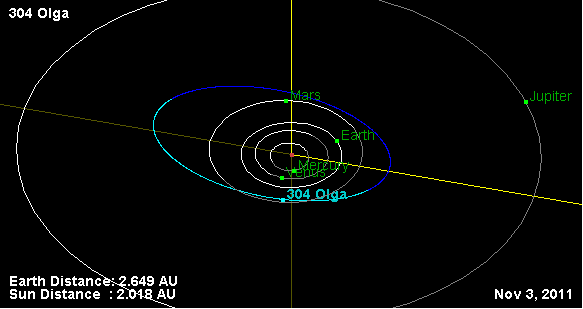
304 Olga

304 Olga eller 1952 SJ är en asteroid i huvudbältet, som upptäcktes den 14 februari 1891 av den österrikiske astronomen Johann Palisa. Den preussisk astronom Friedrich Wilhelm August Argelander, namn gav den efter en släkting.
Asteroiden har en diameter på ungefär 65 kilometer.